# فهرست حزب‌های سیاسی در ایتالیا
فهرست حزب‌های سیاسی ایتالیا در سال ۲۰۱۴ بنابه گزارش اتحادیه اروپا به شرح زیر می‌باشد.

## حزب دموکرات
(به ایتالیایی: Partito Democratico (PD)) : سوسیال دموکرات مسیحی چپ

## آزادی بومی چپ
(به ایتالیایی: Sinistra Ecologia Libertà (SEL)) : اکو سوسیالیزم

## دموکرات میانه
(به ایتالیایی: Centro Democratico (CD)) :سوسیال لیبرالیزم

## حزب خلق تیرول جنوب
(به آلمانی: Südtiroler Volkspartei (SVP)) : منافع اقلیت آلمانی در بخش تیرول

## ایتالیای پیشرو
(به ایتالیایی: Forza Italia (FI)) :لیبرال محافظه‌کار

## پیوند شمال
(به ایتالیایی: Lega Nord (LN)) : پوپولیسم راست

## برادران ایتالیا
(به ایتالیایی: Fratelli d'Italia – Alleanza Nazionale (FDI-AN)) : ملی محافظه‌کار

## جنوب بزرگ
(به ایتالیایی: Grande Sud – MPA (GS)): منطقه‌گرایی

## جنبش پنج ستاره
(به ایتالیایی: Movimento 5 Stelle (MCS)): دموکراسی مشارکتی

## انتخاب مدنی
لیبرالیزم
(به ایتالیایی: Scelta Civica)

## اتحاد مرکز
(به ایتالیایی: Unione di Centro (UDC))

## انقلاب مدنی
(به ایتالیایی: Rivoluzione Civile (RC))

## حزب ارزش‌ها
(به ایتالیایی: Italia dei Valori (IDV))

## احزاب خرد
(به ایتالیایی: Altri)